# Cheresig
Cheresig – wieś w Rumunii, w okręgu Bihor, w gminie Toboliu. W 2011 roku liczyła 1131 mieszkańców.